# Kari Henneseid Eie
Kari Henneseid Eie, née le 2 juillet 1982 à Porsgrunn, est une biathlète et fondeuse norvégienne.

## Biographie
Kari Henneseid Eie fait ses débuts avec l'équipe nationale norvégienne en 2003 aux Championnats du monde junior de biathlon. Elle démarre dans la Coupe du monde de biathlon en janvier 2005 à Oberhof et marque ses premiers points en fin d'année 2006 à Östersund, où elle termine 28e de l'individuel. Un an plus tard, elle gagne sa première et unique course indivduelle au niveau international à Geilo en IBU Cup.
C'est lors de la saison 2010-2011, qu'elle obtient son meilleur résultat individuel en Coupe du monde avec une 22e place à l'individuel de Pokljuka.

## Palmarès

### Jeux mondiaux militaires
- Médaille d'argent du dix kilomètres libre en 2010 (ski de fond).
- Médaille d'or de la patrouille en 2010 (biathlon).

### Coupe du monde
- Meilleur classement général : 76e en 2011.
- Meilleur résultat individuel : 22e.

#### Classements annuels en Coupe du monde
| Année     | Classement général final |
| 2006-2007 | 79e                      |
| 2007-2008 | 78e                      |
| 2008-2009 | 89e                      |
| 2009-2010 | 85e                      |
| 2010-2011 | 76e                      |

### IBU Cup
- 1 victoire.